# به گورت تف می‌کنم ۲
تف می‌کنم به قبرت ۲ (به انگلیسی: I Spit on Your Grave 2) فیلمی در ژانر تجاوز و انتقام ترسناک، این دومین فیلم پس از بازسازی نسخه قدیمی این فیلم است. این فیلم در ۲۵ اوت ۲۰۱۳ اکران شد.

## خلاصه فیلم
کیتی (جیما دلندر) تلاش دارد در زمینه کاری خودش، یعنی مدلینگ موفق باشد. زمانی که او پیشنهاد یکی عکاس را برای چند عکس جدید قبول می‌کند، انتهای این پیشنهاد به اتفاقات وحشتناکی ختم می‌شود…

## دنباله
به گورت تف می‌کنم ۳ که دنباله قسمت اول است در اکتبر ۲۰۱۵ به کارگردانی آر دی بروستین اکران می‌شود.